# DEFCON (videojuego)
DEFCON es un juego en tiempo real creado por la empresa británica Introversion Software. El juego hace referencia a las guerras nucleares en las películas Dr. Strangelove, Fail-Safe y, especialmente, Juegos de guerra.

## Resumen del juego
El juego se basa en una guerra de carácter mundial (basada en la Guerra fría), en el que debes colocar todas las flotas, aeropuertos y cabezas nucleares de las que dispongas en tu continente (o en aguas colindantes), mientras un nivel de peligro (DEFCON) te indica el tiempo que te queda y las unidades que puedes poner.
El juego ofrece seis territorios que pueden ser seleccionadas por un jugador o cedido a un adversario de IA. Estos incluyen:
- América del Norte: incluye toda América del Norte (Estados Unidos y Canadá) a excepción de Groenlandia.

- América Latina: incluye México, América Central, y América del Sur, pero no el Caribe.

- Europa: incluye todos los países de Europa, excepto Rusia.

- África: incluye todos los países de África.

- Rusia: incluye solamente a Rusia.

- Asia: incluye todos los países de Asia con excepción de Armenia, Azerbaiyán, Georgia, Filipinas, Indonesia, Kazajistán, Malasia, Mongolia, Rusia, Turquía,  y toda Oceanía.

Todos los territorios tienen por defecto una población de 100 millones de habitantes.
| DEFCON nivel | Estado | Tiempo estimado        |
| ------------ | --- | ---------------------- |
| 5            | Actitud no hostil. Los jugadores pueden situar sus unidades y flotas y moverlas por aguas internacionales.                                                                           | Al principio del juego |
| 4            | Actitud no hostil. Los jugadores pueden continuar moviendo sus flotas | 6 min.                 |
| 3            | Ataque naval y aéreo autorizado. No se pueden atacar aún con armas termonucleares.                                                                                                   | 12 min.                |
| 2            | Ataque naval y aéreo autorizado. Es la última etapa antes de atacar con armas termonucleares                                                                                         | 20 min.                |
| 1            | Las armas nucleares están autorizadas. Misiles balísticos intercontinentales o ICBMs (gran alcance), submarino (medio alcance), y bombarderos (corto alcance) pueden ser utilizados. | 30 min.                |

## Multiplayer y alianzas
El juego DEFCON puede alojar hasta seis jugadores humanos o por computadora. Las alianzas se pueden formar, romper o renegociar a voluntad con los jugadores humanos. Alianzas con jugadores controlados por la CPU sólo se puede establecer al inicio del juego. Jugadores aliados comparten la cobertura del radar y línea de visión, pero no hay victoria aliada y sólo hay un ganador. Esto significa que casi todas las alianzas se rompen por el final del juego. El diseñador Chris Delay explica: 

Hemos visto a miembros de una alianza disparar y derribar aviones amigos porque creían que se trataba de aviones explorando el área en búsqueda de objetivos en  preparación de un ataque. Esto daba lugar a discusiones en los canales del chat, seguida de escaramuzas en el mar, seguido de represalias, hasta que finalmente se derrumba la alianza en su conjunto y cada uno empieza a bombardear sin control desatando el infierno. Es impresionante.

El sistema de chat de un canal público, en el que todos los jugadores pueden comunicarse, así como los canales privados de alianzas específicas, y los mensajes directos de jugador a jugador privado.